# Güster (Lauenburg)
Güster ist eine Gemeinde im Kreis Herzogtum Lauenburg in Schleswig-Holstein. Güster hat keine weiteren Ortsteile.

## Geographie
Die Gemeinde liegt direkt am Elbe-Lübeck-Kanal zehn Kilometer nordöstlich von Büchen.

## Geschichte
Der Name Güster bzw. Guztrade stammt von dem slawischen Wort: Gostirady (Gost stammt vom slawischen Wort für Gast).
Im Jahre 1230 wird Güster im Ratzeburger Zehntregister erstmals als „Guztrade“ mit 14 Hufen urkundlich erwähnt. Urnenfunde aus den Jahren 1911 und 1930 deuten jedoch auf eine ältere Siedlung hin. Güster war ein typisches Rundlingsdorf mit nur einem Ausgang nach Westen und der geschlossenen Seite zur Delvenauniederung im Osten. Die zweite Erwähnung des Bauerndorfes erfolgte 1345, als ein Möllner Bürger für den Marienaltar zehn Taler aus seinen Einkünften aus Güster spendete.
In den Bederegistern des frühen 16. Jahrhunderts wurden die Abgaben der Güsteraner Bauern  erfasst. Seit dieser Zeit gehörte das Dorf den Dalldorfs in Wotersen. Während des Dreißigjährigen Krieges (nach 1648) legten die Dalldorfs vier verwüstete Hufen zu einer Schäferei zusammen. Als die männliche Linie der Dalldorfs 1714 ausstarb, kam Güster in den Besitz der Bernstorffs.
Güster lag an dem zwischen 1391 und 1398 erbauten Delvenau-Stecknitz-Kanal, der „nassen Salzstraße“ nach Lübeck. Dies brachte der Ortschaft jedoch keine größeren wirtschaftlichen Gewinne. Noch 1880 war Güster ein reines Bauerndorf mit etwa 20 Wohnhäusern und 776 Hektar Fläche.
Während des Baus des Elbe-Lübeck-Kanals (1896–1900) wurden bedeutende Kiesvorkommen in der Gemeinde entdeckt. Neben dem günstigen Wasserweg gewann auch die Nähe zur Eisenbahnstrecke Lübeck-Büchen transporttechnische Bedeutung. Um die Jahrhundertwende begann sich die Hansestadt Hamburg sprunghaft zu vergrößern und auszudehnen. So entstand in dem nur knapp 50 Kilometer entfernten Hamburg ein Markt mit großem Bedarf an Kies für Bauvorhaben. In ganz Norddeutschland ist Kies aus Güster verbaut worden. Große Projekte waren: die Spitaler- und Mönckebergstraße in Hamburg, die Walddörferbahn, das Bahnhofsgebäude in Lübeck, der Torpedoboot-Hafen in Cuxhaven, die Befestigung Helgolands, die Erweiterung des Nord-Ostsee-Kanals und die Autobahn Hamburg-Lübeck.
Im Jahre 1911 passierten täglich noch 40 bis 50 Schiffe den Kanal. Im Jahre 1912 betrug die Zahl der ausgehenden Schiffe bereits 1797 mit einer Ladefähigkeit von knapp 750.000 Tonnen. Die tatsächlich beförderte Ladung betrug rund 650.000 Tonnen. Güster stand damals im Binnenschiffsverkehr als Hafen an dritter Stelle in Deutschland und wurde nur von Duisburg und Berlin übertroffen.
1981 wurde der letzte Kiesgewinnungsbetrieb geschlossen. Das ausgebeutete Kiesgelände ist nach und nach renaturiert worden, und um 1950 begann der Fremdenverkehr mit Hamburger Wochenend- und Feriengästen, die an den Seen Erholung suchten.
Mit über 900 Stellplätzen für den Campingbetrieb und über 350 Wochenendhäusern und weiteren Unterkünften zählt Güster heute zu den beliebtesten Erholungsorten östlich von Hamburg.
Nicht zuletzt die verkehrsgünstige Anbindung an die 1982 eröffnete Autobahn Hamburg–Berlin hat diese Entwicklung begünstigt.
Bei der Renaturierung der vom Kiesabbau frei gelegten Binnenseen wurden die Uferbereiche sowie das Gewässer nahezu vollständig privatisiert. Es entstand so ein Lebensraum mit Wohnbebauung direkt am See und ökologischen Ruhezonen, in denen sich heute eine Vielfalt von zum Teil seltenen Pflanzen und Tieren etabliert hat.
Kirchlich hat Güster immer zum Kirchspiel Siebeneichen gehört. 1972 erhielt der Ort ein eigenes Kirchengebäude, die Auferstehungskapelle, nach Plänen des Hamburger Architekten Gert Johannsen mit  einer Orgel der Firma Rudolf von Beckerath Orgelbau. 2023 wurde die Kapelle entwidmet und an die Kommunal-Gemeinde Güster übergeben, die das Gebäude für Ausstellungen und Veranstaltungen nutzen will.

## Politik

### Gemeindevertretung
Bei der Kommunalwahl am 14. Mai 2023 wurden insgesamt 15 Sitze vergeben. Von diesen erhielt die Kommunale Wählergruppe Güster sieben Sitze, die Wählergruppe Güster!Demokratisch vier Sitze, die CDU zwei Sitze und die SPD und die FDP jeweils einen Sitz.

### Wappen
Blasonierung: „In Gold fünf 2 : 2 : 1 gestellte, aufrechte grüne Lindenblätter, die einen grünen, in zwei zugewendeten Pferdeköpfen endenden Giebelabschluss mit schwarzem Eulenloch einschließen; darüber ein schwarzer Lastkahn mit silbernem Führerhaus, silbernem Ruder und silberner Kieslast, dessen unteres Drittel von einer blauen Leiste überdeckt wird.“
Der Giebelabschluss gibt einen Hinweis auf die bäuerliche Vergangenheit des Ortes. Die Lindenblätter stehen für die Linden im Dorfkern und der Lastkahn nimmt auf den Elbe-Lübeck-Kanal Bezug.

## Verkehr
Der Bahnhof Güster liegt an der Bahnstrecke Lübeck–Lüneburg und wird inzwischen ausschließlich als Betriebsbahnhof genutzt.